# Jorge Valdés Aller
Jorge Valdés Aller (León, Castilla y León, España, 8 de octubre de 1981) es un árbitro de fútbol español de la Segunda División B de España. Pertenece al Comité de Árbitros de Castilla y León. Es hijo del también árbitro Teodoro Valdés Sánchez.

## Temporadas
| Categoría            | País   | Año       |
| -------------------- | ------ | --------- |
| Segunda División "B" | España | 2008-2010 |
| Segunda División     | España | 2010-2018 |
| Segunda División "B" | España | 2018-     |